# Campagne scythe de Darius Ier

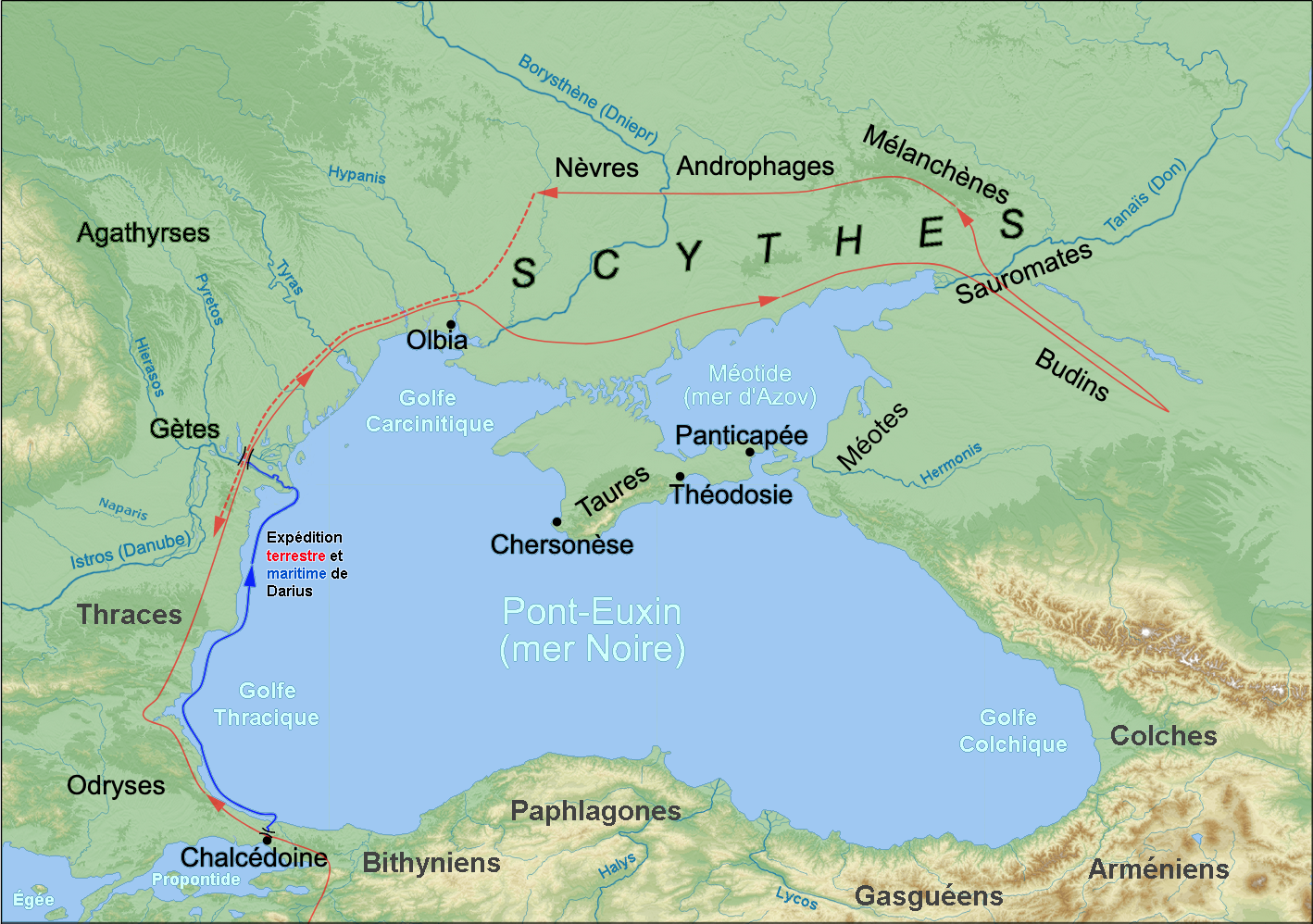
Itinéraire de Darius Ier.

La campagne scythe de Darius Ier est une expédition militaire à travers la Scythie européenne, menée par Darius Ier, roi de l’empire achéménide, en 513 av. J.-C.. Les Scythes sont un peuple de langue iranienne orientale vivant dans la steppe pontique, en Crimée et sur le continent entre les fleuves Tyras (actuel Dniestr) et Tanaïs (actuel Don), au nord du Pont Euxin (actuelle mer Noire) et autour de la Méotide (actuelle mer d'Azov),. Vassaux de Darius, ils se révoltent contre lui, envahissent la Médie, région du nord-ouest de l’empire perse, et menacent la route de la soie entre l’Asie centrale et les rives de la mer Noire. La campagne de rétorsion de Darius Ier se déroule dans l’Haemos (actuels Balkans), autour des bouches du Danube, en Tauride (sud de l’actuelle Ukraine) et Cimmérie (sud de l’actuelle Russie).
Les Scythes réussissent à éviter une confrontation directe avec l'armée perse grâce à leur mode de vie mobile et à l’absence d’établissements sédentaires (à l'exception de Gélonos) ; les Perses subissent des pertes à cause de la tactique de la terre brûlée des Scythes. Malgré tout, les Perses conquièrent une grande partie de leurs terres cultivées et affaiblissent leurs alliés, obligeant les Scythes à retirer leurs forces. Mais Darius stoppe son avance pour éviter de nouvelles pertes et construit une ligne de défense.

## Déroulement de la campagne

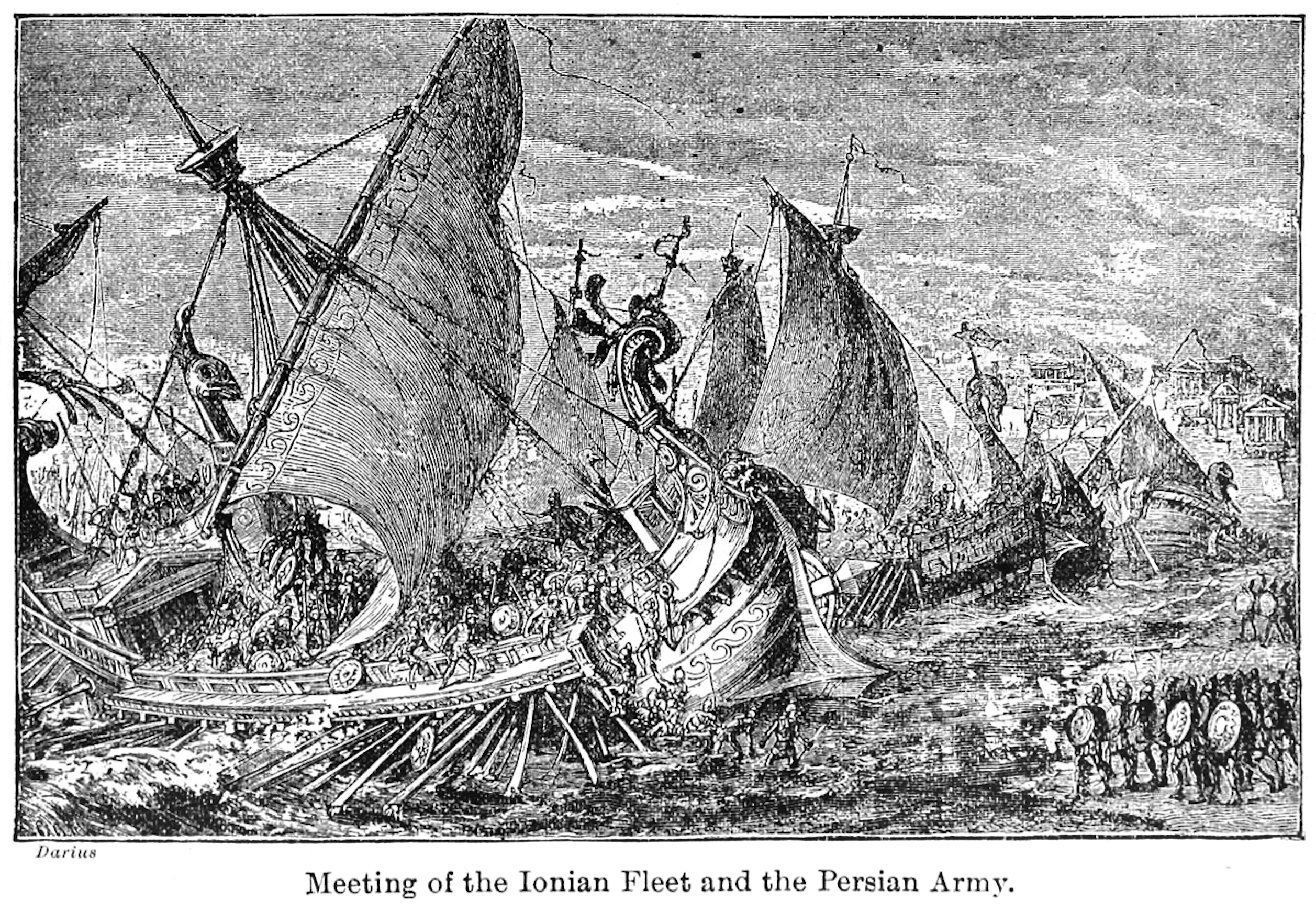
Jonction de la flotte ionienne et de l’armée perse au Bosphore, en préparation de la campagne scythe selon une illustration du XIXe siècle.

### Débuts de la campagne
Darius traverse le détroit du Bosphore en utilisant un pont de bateaux. Il avance à travers les Balkans et traverse le Danube à la poursuite des Scythes. Avec son général Megabaze, Darius envahit la Scythie même. Pour échapper à son armée, les Scythes se réfugient dans leurs vallées boisées et leurs limans, utilisent des feintes pour s’échapper et se retirent vers l’est tout en ravageant le territoire, en comblant les puits, en interceptant des convois, en détruisant des pâturages. Durant cette retraite ils poursuivent leurs escarmouches continuelles contre l’armée de Darius. Cherchant la confrontation avec les Scythes, l’armée de Darius s’enfonce profondément dans leurs terres, dans l’actuelle Ukraine. Mais là, il n’y a aucune ville à conquérir et aucun approvisionnement en fourrage. Exaspéré, Darius envoie une lettre au chef scythe Idanthyrse, le sommant de se battre ou de se rendre. Celui-ci lui répond qu’il ne se lèverait pas et ne se battrait pas avec Darius, sauf si les Perses trouvent et profanent les tombes des ancêtres des Scythes. Ils poursuivent donc leur stratégie car ils n’ont ni villes, ni terres cultivées à perdre. Malgré les tactiques de dérobade des Scythes, la campagne de Darius est jusqu’ici relativement réussie car il les oblige à reculer. Telle qu'elle est présentée par Hérodote, la tactique des Scythes entraine la perte de leurs meilleures terres et des dommages à leurs fidèles alliés. Darius garde l’initiative : il avance vers l’est dans les terres brûlées des Scythes, mais reste approvisionné par sa flotte à travers le Pont Euxin et ses fleuves affluents, et peut ainsi se ravitailler en terrain conquis. En se déplaçant vers l’est dans les terres scythes européennes, il prend Gélonos, la grande ville fortifiée des Budins, alliés des Scythes, et l’incendie.

### Fin de la campagne

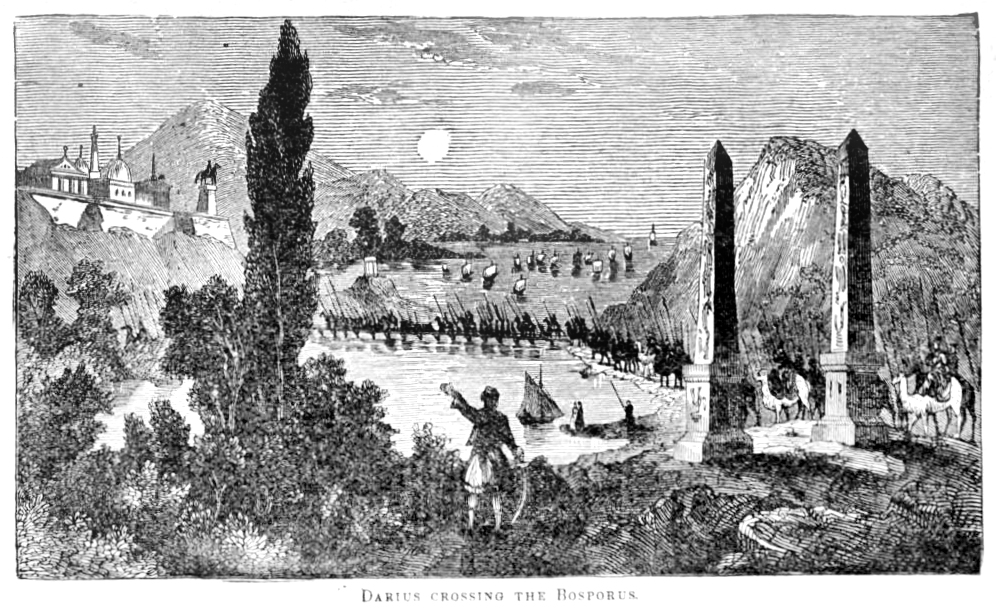
Darius traversant le Bosphore.

L’Empire achéménide à son apogée sous Darius Ier.

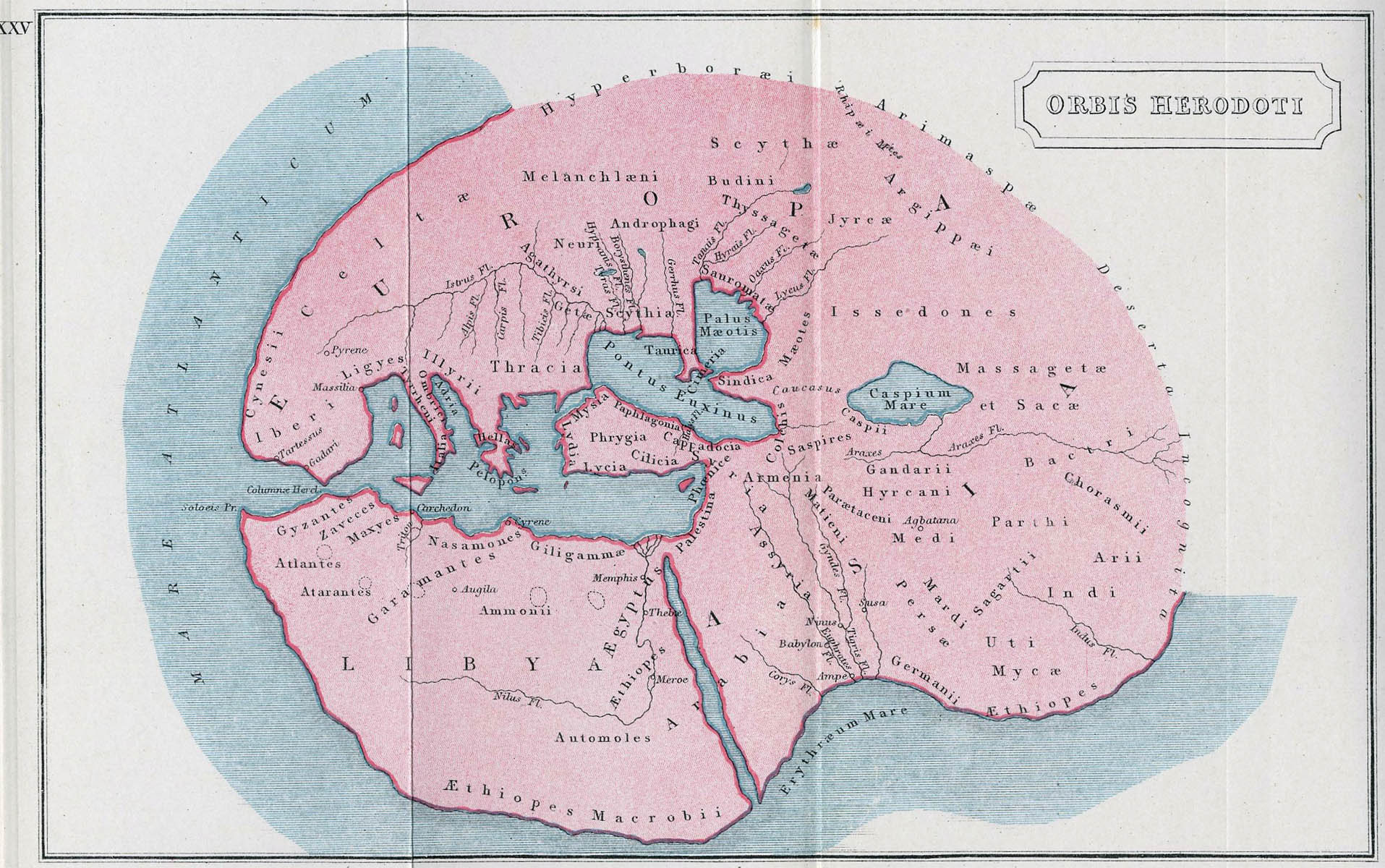
Carte du monde basée sur les Histoires d’Hérodote.

Darius ordonne une halte sur les rives de l’Oaros (actuel Sal ou actuel Manytch) où il construit « huit grands forts, distants de huit milles environ » pour défendre ses positions. Le Cambridge Ancient History dans son chapitre « Perse, Grèce et Méditerranée occidentale C. 525 à 479 BC » affirme : « il est évident que Darius n’a pas l’intention d’aller plus loin vers l’est, du moins à ce moment. Après avoir pourchassé les Scythes durant un mois, l’armée de Darius subit des pertes dues à la fatigue, aux privations et aux maladies ». Dans ses Histoires, Hérodote déclare que les ruines de ces forts sont toujours visibles à son époque (et donne des Scythes une image négative, qui a inspiré dans la culture populaire moderne des personnages maléfiques homophones comme les Sith ou reliés aux Scythes comme le Kourgane). Pour éviter de perdre davantage de troupes, Darius arrête sa marche sur les rives de la Rha (actuelle Volga) et revient vers la Thrace. L’initiative lui appartient toujours mais, n’étant pas parvenu à affronter les Scythes en une confrontation directe, il n’a pas les moyens de sécuriser et de maintenir sous contrôle les territoires conquis : il n’y a au terme de la campagne ni vainqueur, ni vaincu mais Darius a envahi suffisamment de territoire scythe pour obliger ses ennemis à respecter les forces perses.

### Autres raisons de l'invasion au nord du Danube

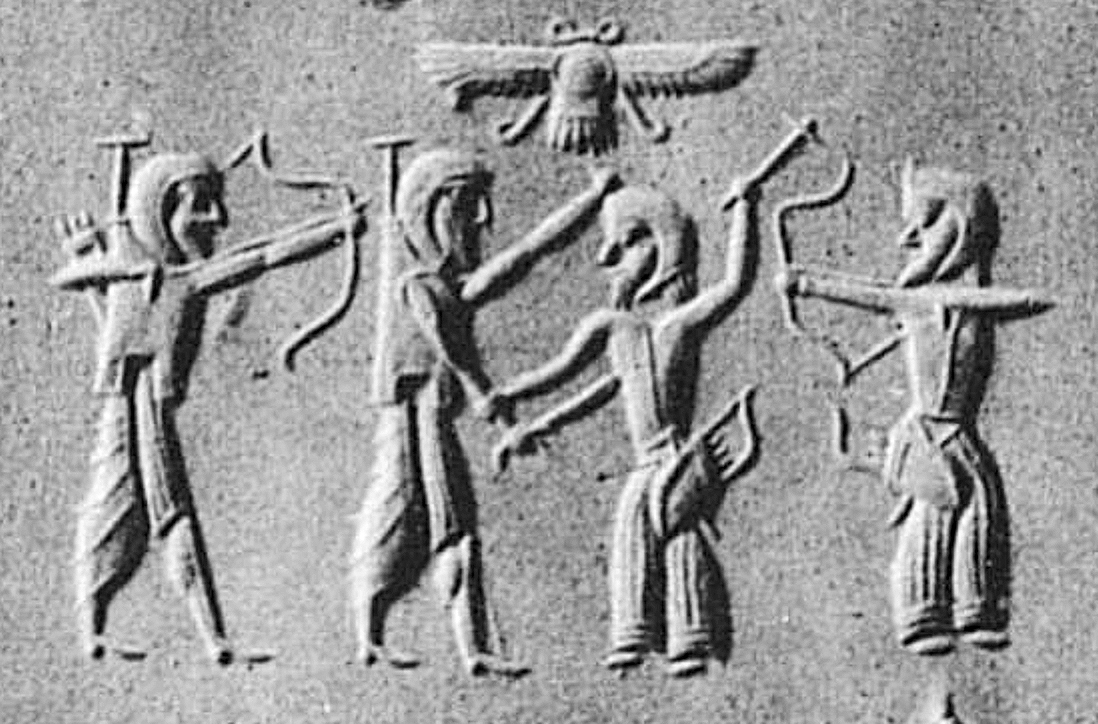
Soldats perses combattant contre des Scythes ou des Sogdiens (dessin d’une empreinte de joint de cylindre).

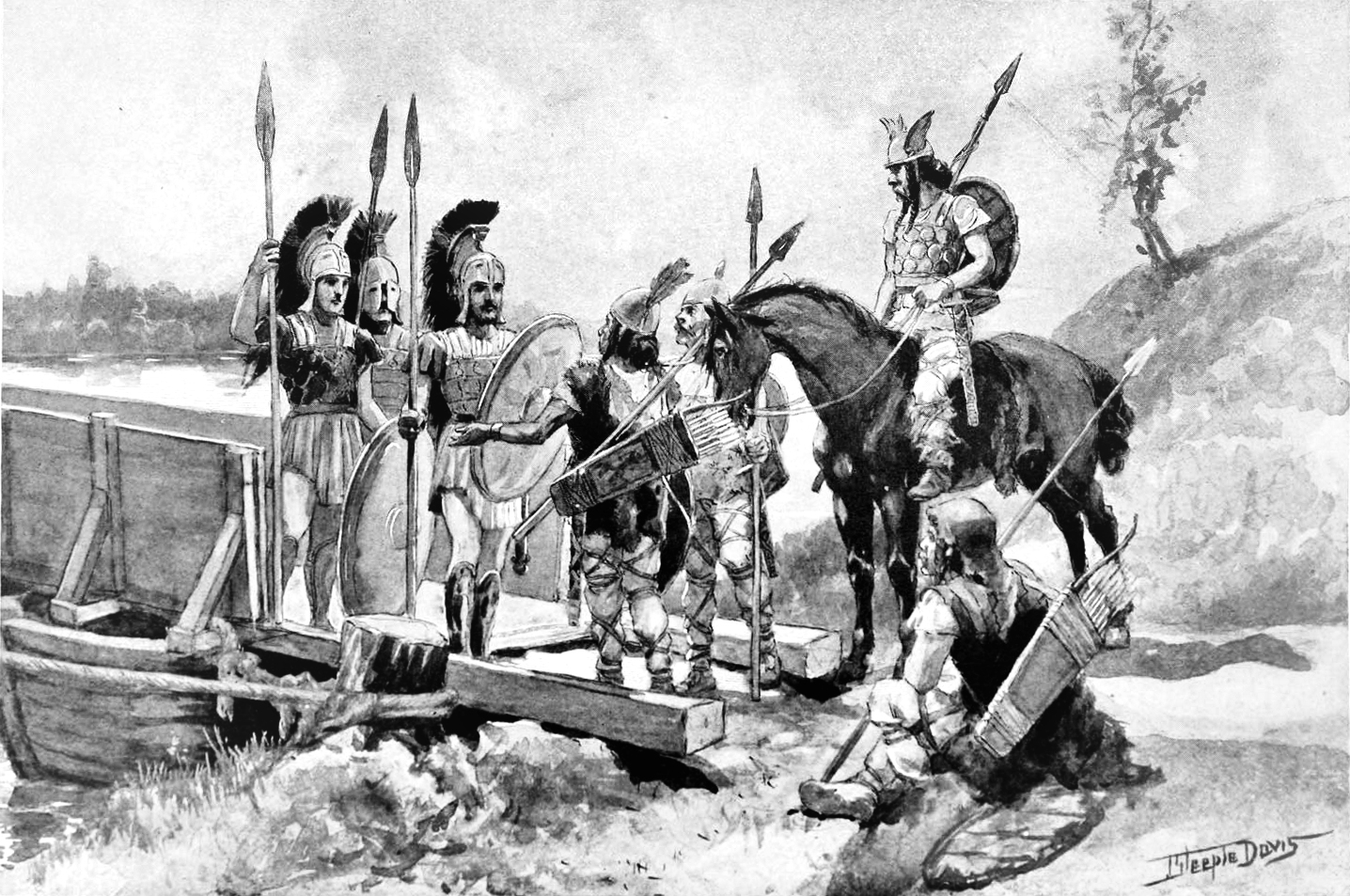
Les Grecs d'Histiée gardent le pont de Darius I sur le Danube à Ægyssos (illustration du XIXe siècle).

Le territoire nord-pontique, du centre de la Thrace à la Géorgie en passant par l’actuelle Ukraine, forme une zone aux intérêts économiques complémentaires entre les Ioniens (qui importent du blé et exportent vins, céramiques et bijoux), les Thraces et Gètes (qui fournissent bois et cuirs), et les Iraniens dont la principale composante sont les Scythes. Les Perses antiques savaient que leurs « cousins » linguistiques qui nomadisaient dans la steppe eurasienne formaient un continuum de redoutables archers et guerriers à cheval qui, si leurs exportations d’or, de céréales, de peaux et de fourrures ne leur rapportaient plus assez, pouvaient se muer en pillards. Les Perses et les Grecs avaient donc un intérêt commun à s’en méfier. Ctésias, médecin grec à la cour perse en 400 av. J.-C., écrit qu’« avant l’invasion de Darius dans les terres scythes, un satrape de Cappadoce nommé Ariaramnès avait traversé le Pont Euxin vers le nord avec une flotte de trente pentécontères, attaqué les Scythes, et était revenu avec un butin d’esclaves scythes et, en otage, le frère d’un roi scythe ».
Bien qu’Hérodote ne mentionne pas la saison de l’année, comme le dit l’Histoire ancienne de Cambridge, il est possible de la déduire, sachant que si Darius a marché sur la voie royale perse depuis Suse au printemps 513, il aurait atteint Chalcédoine en mai et rassemblé ses forces sur la côte européenne en juin. Ainsi, il a peut-être franchi le Danube à la fin du mois d’août.

## Conséquences

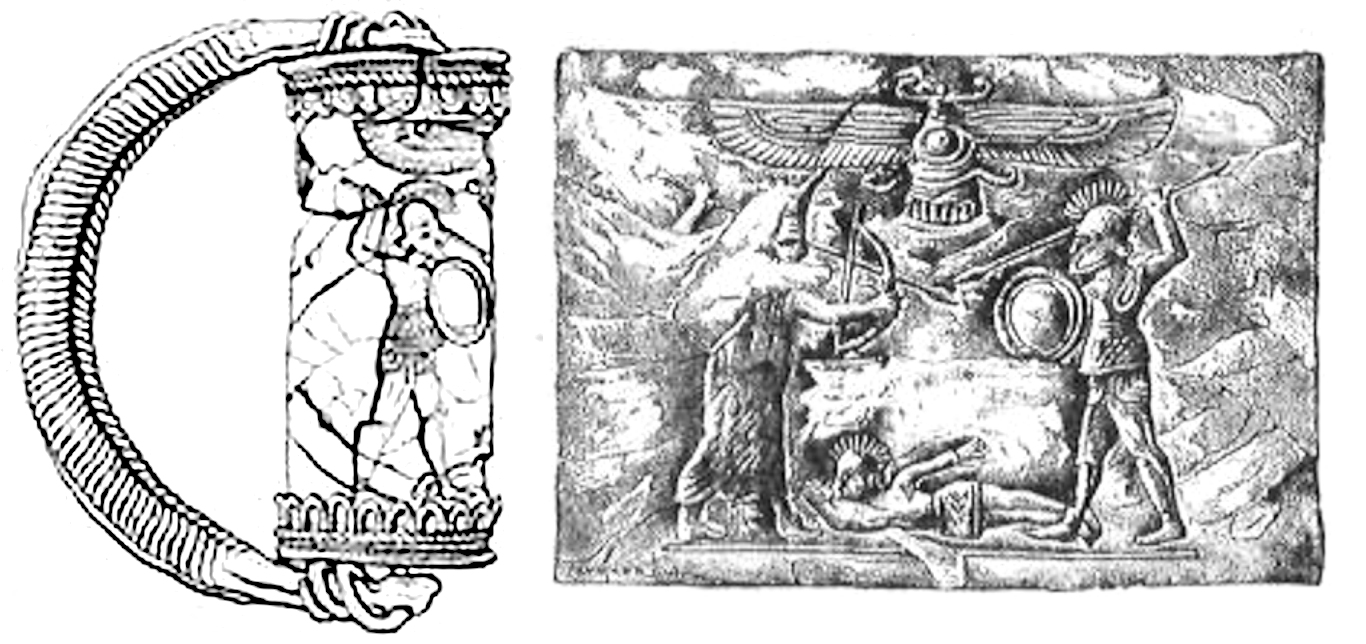
Roi achéménide combattant des hoplites, sceau et porte-sceau, Bosphore cimmérien.

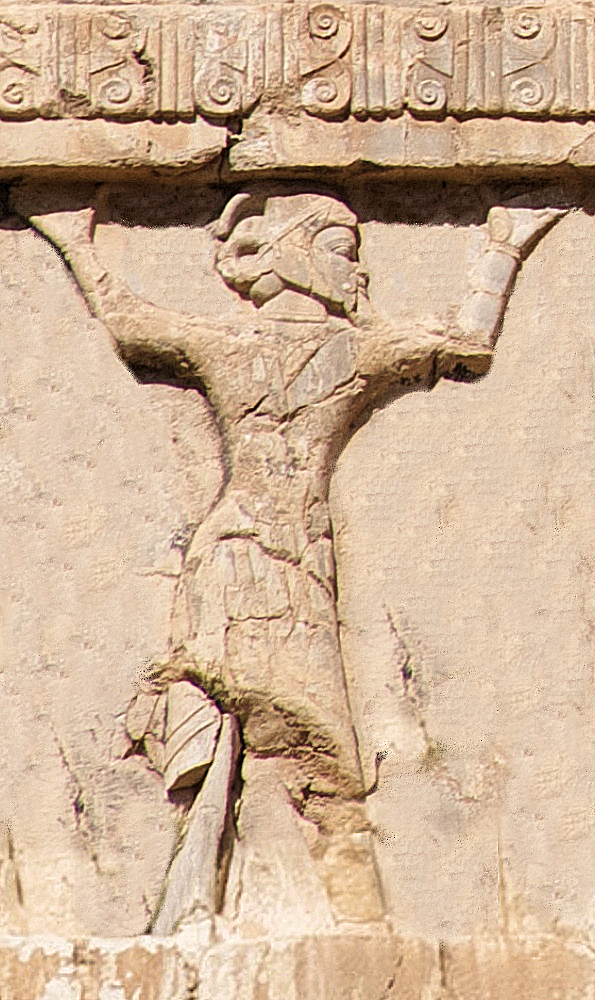
« Scythe de l'autre côté de la mer », représenté comme un soldat de l'armée achéménide vers 480 avant notre ère (tombe de Xerxès I à Naqsh-e Rustam).

Comme le dit l’Histoire de Cambridge, la campagne de Darius a affaibli le prestige des Scythes royaux et bouleversé l’équilibre des pouvoirs entre les différents peuples de la région. Mais parce qu’il ne réussit pas à les affronter dans une bataille, Darius n’a obtenu aucun gain territorial et n’a même pas terminé la construction des forts pour délimiter ce qui aurait pu être une frontière : en fin de compte sa campagne n’est qu’un gouffre financier sans résultats tangibles. L’hiver étant arrivé, Darius ne peut pas revenir en Perse à travers le Caucase englacé, mais doit repartir vers la Thrace, vers ses territoires bien sécurisés.
Malgré le retrait de Darius, les « Scythes de l’autre côté de la mer » (ancien cunéiforme persan : 𐎿𐎣𐎠𐏐𐎫𐎹𐎡𐎹𐏐𐎱𐎼𐎭𐎼𐎹, Sakā tayaiya paradraya) sont mentionnés à Naqsh-e Rostam parmi les peuples que le roi a soumis.

## Exégèse
Quelles qu’aient été les intentions de Darius, la campagne de Scythie n’a pas eu pour effet d’assujettir les Scythes européens. Hérodote estimait qu’« on ne peut pas conquérir des steppes brûlées » où les Scythes, archers à cheval, très mobiles et dépourvus de centres habités, « se dérobent sans cesse ». Il affirme en outre que les tribus scythes ont coopéré les unes avec les autres, gagnant également le soutien d’autres peuples voisins unis dans la croyance de l’honneur d’un guerrier ou d’une tribu, c’est de tuer ses ennemis ou d’être tué sans jamais se soumettre à l’autorité de rois étrangers,. À cet égard, comme l’affirme l’Histoire antique de Cambridge, « les Scythes ont fait preuve d’un plus grand sens de la communauté que les cités-États grecques pendant la majeure partie des guerres médiques ultérieures ».

## Sources antiques
- Hérodote, Histoires [détail des éditions] [lire en ligne]. IV.